# La sequenza mirabile
La sequenza mirabile è un romanzo del 2010 di Giulio Leoni edito da Arnoldo Mondadori Editore, nella collana Oscar bestsellers.

## Trama
Ermete Cimbro e sua figlia Amaranta sono personaggi piuttosto bizzarri. E proprio questo loro essere al di fuori della norma fa sì che le loro fantasticherie sulla misteriosa Sequenza Mirabile riescano a coinvolgere lo scrittore Giulio Leoni in una lunga ed entusiasmante (quanto pericolosa) ricerca. Esiste un sistema in grado di prevedere i numeri al tavolo della roulette? Sembra che qualcuno abbia trovato la formula in grado di beffare la sorte. Un romanzo a cavallo tra Roma e Venezia, sulla scia di testi perduti fino ai misteri più segreti di D'Annunzio e un gruppo di nani acrobati che sembrano la chiave di tutto. Mistero e avventura, in un romanzo che è anche un affresco storico e un percorso tra i segreti più incredibili della storia italiana.

## Edizioni
- Giulio Leoni, La sequenza mirabile, collana Oscar bestsellers, Mondadori, 2010,  p. 258.